# 聯邦銀行大廈
聯邦銀行大廈（U.S. Bank Tower，又被稱為圖書館大樓、第一州際世界中心）位於美国加利福尼亚州洛杉矶市中心西五街633號，是加利福尼亚州的第三高樓，也是整個北美地區在芝加哥以西第三高的摩天大樓。除此之外，聯邦銀行大廈也是頂樓屋頂上有直昇機機場的最高大樓（依洛杉磯市建築法規定興建）。聯邦銀行大廈有1018英尺高（310米），名列全球最高摩天大樓之中（2005年資料中排名第二十二位）。在臺北101建成之前，聯邦銀行大廈也是蓋在主要地震活動帶上的最高樓，建築物本身被設計成可以抵擋芮氏規模8.3的地震。聯邦銀行大廈共73層樓高，還有兩層地下停車場，是由貝聿銘建築事務所（Pei Cobb Freed & Partners）的建築師亨利·考伯所設計，總共耗資三億五千萬美金興建。
這棟建築因為地點就在洛杉磯中央圖書館（Los Angeles Central Library）的對街，因此也被稱為「圖書館大樓」；洛杉矶於1986年，在經歷過兩次災難性的大火後，撥出一億美金的重建經費，其中部分用來整修洛杉磯中央圖書館。洛杉磯市政府並且將領空權，賣給聯邦銀行大樓的興建者，來補足圖書館的整建計畫。聯邦銀行大樓因為曾經被第一州際銀行（First Interstate Bank）買下，也一度被稱為「第一州際世界中心」。後來因為該銀行和富國銀行合併，圖書館大樓的稱號又重新被提起。2003年3月，大樓被US Bankcorp買下，因此重新命名為聯邦銀行大樓。不過洛杉磯民眾，還是習慣繼續將該建築稱為圖書館大樓。
這棟建築頂端使用大型玻璃設計的部份，被稱為「皇冠」，在夜間可以看到發光。「皇冠」會在7月4日美國獨立紀念日，用紅藍兩色燈光打亮，如果是聖誕節假期間，則會用紅綠兩色的燈光。洛杉磯湖人隊進行NBA季后赛比賽時，「皇冠」會打上紫色和金色的燈（這兩種顏色為湖人隊的代表顏色）。2004年2月28日，皇冠被掛上兩個美國銀行商標的看板，每一個看板有75英呎高（23公尺），被認為破壞建築本身的美感，而引起嚴重爭議。（1990到1997年間，第一州際銀行將商標看板掛上皇冠時，也引起同樣爭議。）

## 恐襲目標
2004年6月16日，911調查委員會在報告中指出，九一一恐怖攻擊事件原本的計畫，是要劫持十架飛機，其中一架預計撞向聯邦銀行大樓。
2005年，10月6日，白宮在官方聲明中指稱，根據先前未曾揭露的秘密文件紀錄，政府曾經阻止第二次的恐怖攻擊計劃，在2002年中，成功避免飛機撞向聯邦銀行大樓。2006年2月9日，美國總統小布希，在一場廣播演說中宣稱，美國反恐官員，成功阻止飛機撞向「自由大樓」（Liberty Tower）。”布希總統表示位於洛杉磯的「自由大樓」是西岸最高建築。評論家相信布希總統要說的是「圖書館大樓」（Library Tower）。
根據布希總統表示，基地組織首領哈立德·谢赫·穆罕默德的計畫，是要由亞洲地區的盟友回教祈禱團，所招募的回教好戰份子漢巴利進行劫机。儘管有反恐專家懷疑，這項恐怖行動是否曾經被完整計畫，或是發生的可能性有多高。布希還是在演說中宣稱，劫機者本來計畫使用藏在鞋子中炸彈來突破駕駛員座艙門，而且計畫早在2001年十月左右就開始進行。

## 在大眾文化中的身影
在電影《独立日》中，聯邦銀行大廈是外星人摧毀的第一棟建築。電影《魔间行者》中，主角约翰·康斯坦丁（John Costantine）在地獄裡時，有一幕可以看到毀壞的聯邦銀行大廈。
另外在電影《明日之后》中，聯邦銀行大樓也受到摧毀洛杉磯的龍捲風正面衝擊。在電影《2012》中，此大廈被洛杉磯的地震摧毀。此外在導演John Carpenter的電影《逃离洛城》（Escape From LA），也可以在一場將洛杉磯從大陸上分離的大地震後，聯邦銀行大廈幾乎被淹沒的畫面。
這棟建築在電子遊戲《真實犯罪：洛城街頭》中，也被設計成重要地標，但是聯邦銀行大廈在這個遊戲中設計的不對。另一個版本的聯邦銀行大廈可以在遊戲《俠盜獵車手：聖安德烈斯》看到，出現在遊戲虛擬城市Los Santos的市中心。
聯邦銀行大厦經常在電視影集《夜行天使》出現，該影集背景就是在小說故事中的洛杉磯。除此之外，聯邦大廈也在以洛杉磯為背景的另外兩部電視影集《Alias 雙面女間諜》，還有《24》的定场镜头中出現。

## 圖集

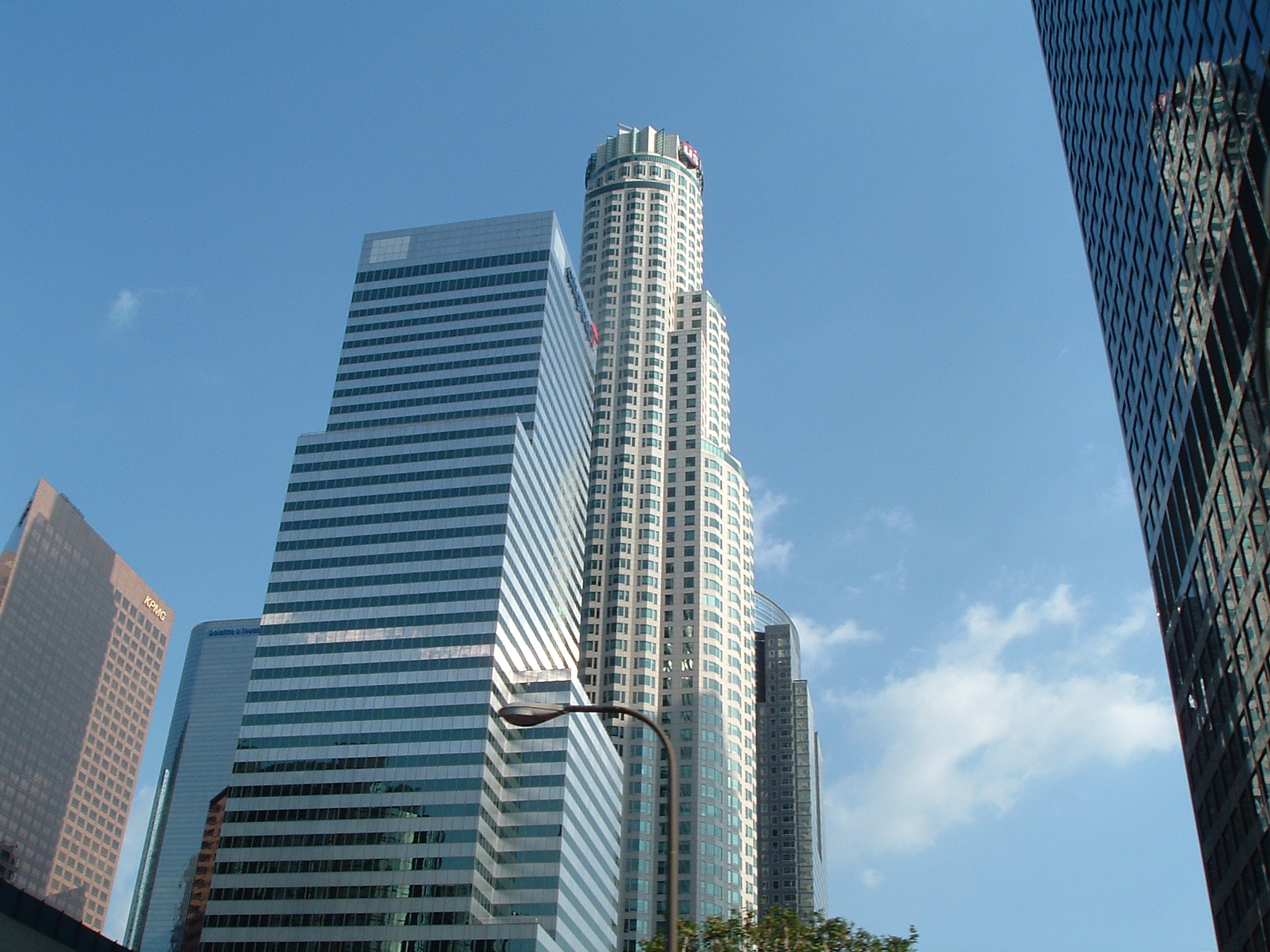
从Figueroa Street仰视联邦银行大厦
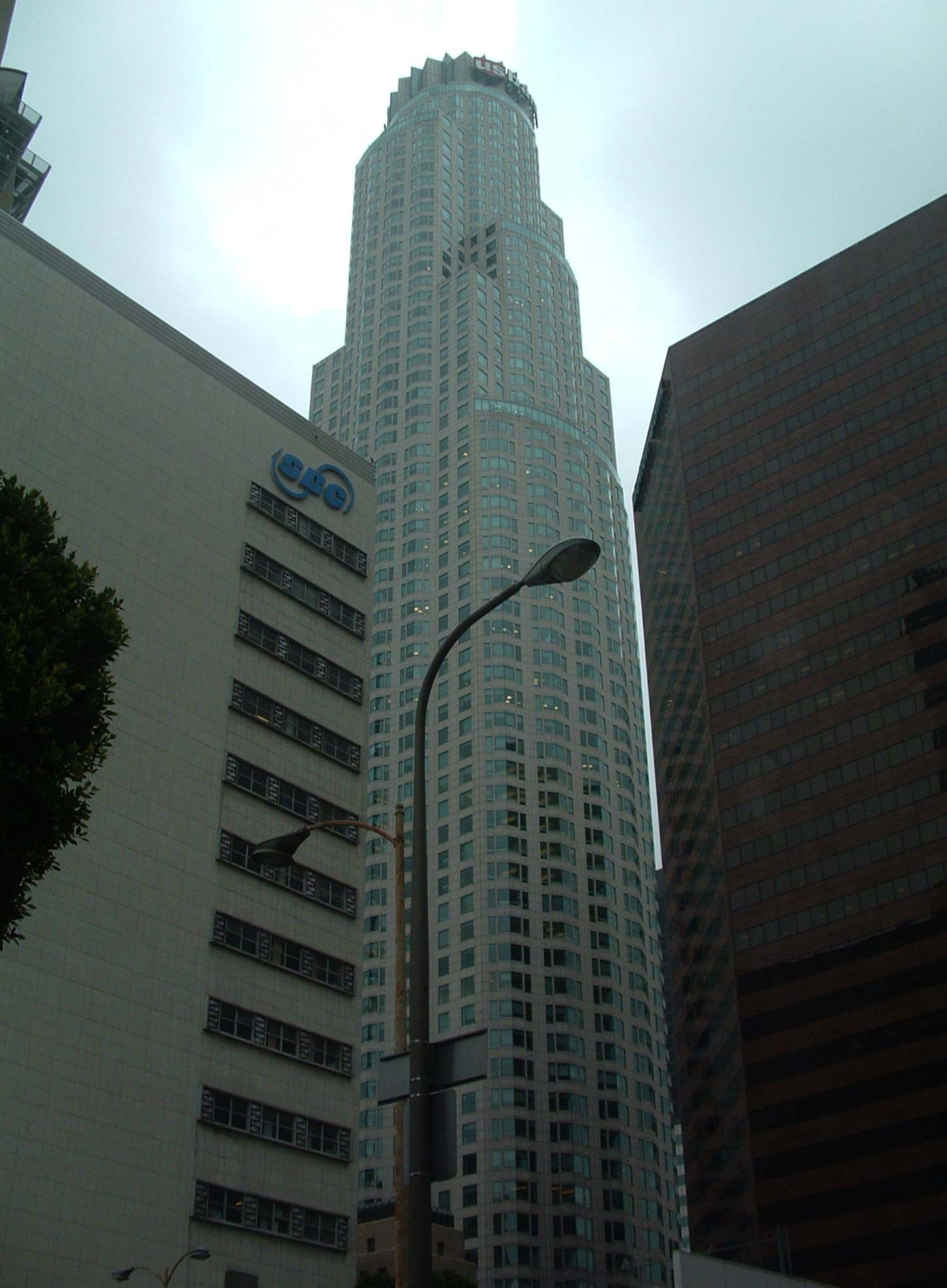
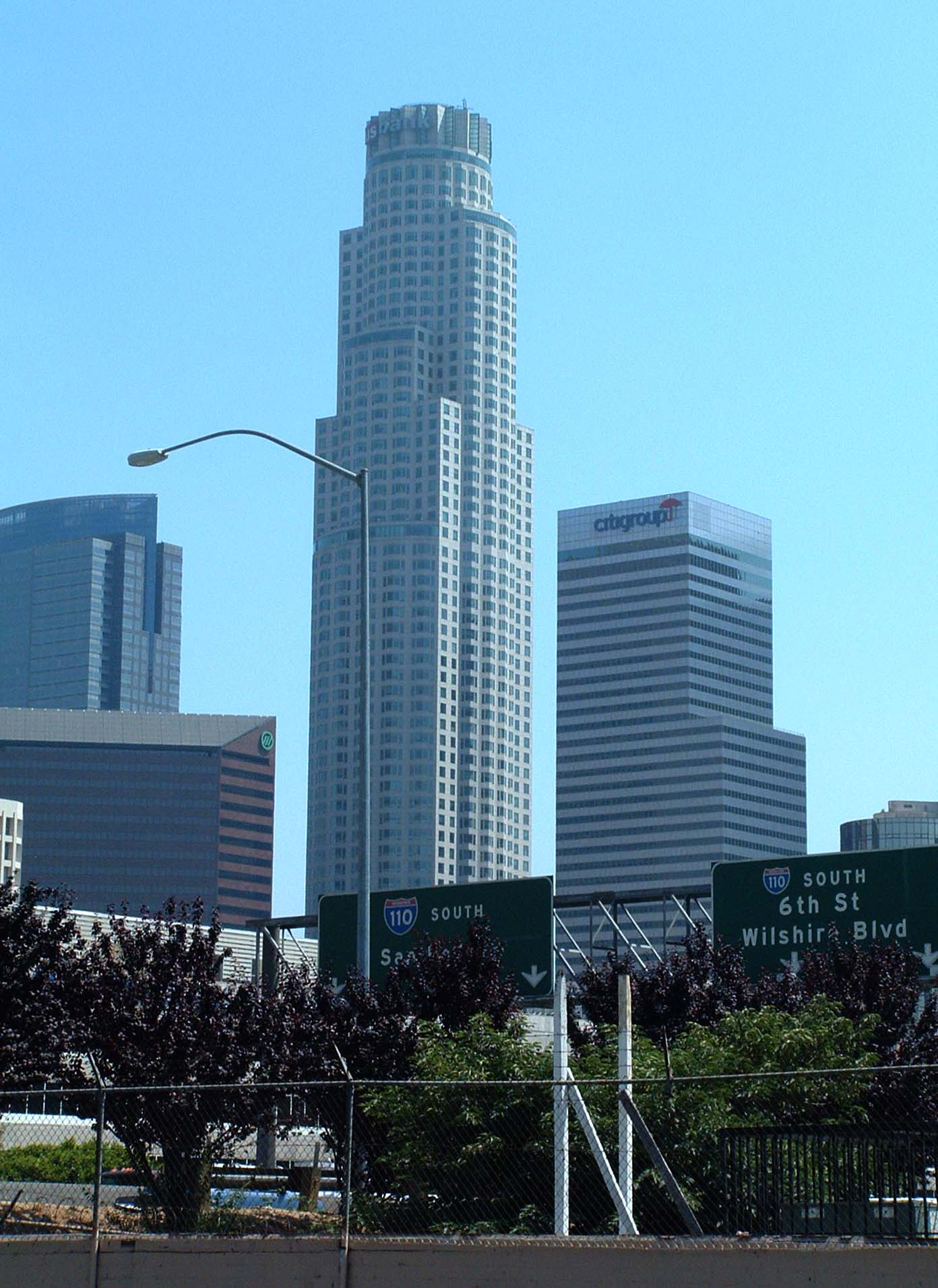

## 外部連結
- Skyscraper.com's site on this building （页面存档备份，存于）
- Outline of the 9-11 Plot (Staff Statement No. 16, National Commission on Terrorist Attacks) （页面存档备份，存于）
- Washington Post, "Bush Says 10 Plots by Al Qaeda Were Foiled" （页面存档备份，存于）
- Time-Lapse movies of U.S. Bank Tower （页面存档备份，存于）